# Niamh Emerson
Niamh Emerson (Shirland, 22 de abril de 1999) es una deportista británica que compite en atletismo. Ganó una medalla de  en el Campeonato Europeo de Atletismo en Pista Cubierta de 2019, en la prueba de pentatlón.

## Palmarés internacional
| Campeonato Europeo en Pista Cubierta | Campeonato Europeo en Pista Cubierta | Campeonato Europeo en Pista Cubierta | Campeonato Europeo en Pista Cubierta |
| Año                                  | Lugar                                | Medalla                              | Prueba                               |
| ------------------------------------ | ------------------------------------ | ------------------------------------ | ------------------------------------ |
| 2019                                 | Glasgow (Reino Unido)                | Medalla de plata                     | Pentatlón                            |